# Kino Pionier w Łodzi
Kino Pionier (dawn. Kinoteatr Bajka) – kino przy ul. Franciszkańskiej w Łodzi, działające od 1928 r. do połowy lat 90. XX wieku. Budynek jest wpisany do Gminnej Ewidencji Zabytków miasta Łodzi.

## Historia
Kinoteatr Bajka przy ul. Franciszkańskiej 31 został uruchomiony w 1928 r. w specjalnie wybudowanym do tego celu budynku. Jego założycielami byli Wacław Gądyński i Józef Białkowski. W 1931 r. dokonano przebudowy wnętrza budynku, poszerzając widownię do 660 miejsc, a także poprawiono udźwiękowienie, warunki techniczne i sanitarne. We wnętrzu znajdowała się owalna kasa, wysunięta w stronę poczekalni. Zaś na zewnątrz kina umocowane były megafony, które wygłaszały reklamy, zachęcające do skorzystania z usług kina. Komunikaty w nich nadawane były głosem Jana Kiepury. W trakcie II wojny światowej budynek kina znalazł się w granicach Litzmannstadt Ghetto. W 1940 r. w budynku kina znalazł się dom modlitwy, a także kuchnia wraz ze stołówką. W 1941 r.  w okresie od 17 października do 27 listopada w obiekcie zakwaterowano przywiezionych z Hamburga Żydów (tzw. Kolektyw Hamburg). Kino otwarto ponownie w styczniu 1946 r., w 1952 r. przemianowano je na Pionier. W sali kinowej znajdowało się wówczas 311 miejsc siedzących. Po zamknięciu kina w budynku funkcjonowały sieci supermarketów.